# Pio Sanquirico
Pio Ambrogio Sanquirico (Gudo Visconti, 28 ottobre 1847 – Milano, 10 giugno 1900) è stato un pittore italiano.

## Biografia
Nato a Gudo Visconti, in provincia di Milano, da Carlo Sanquirico e Camilla Girotti in una cascina non più esistente in località Gudetto (lungo l'attuale Via Gudetto), suo zio era Alessandro Sanquirico, noto ed apprezzato scenografo e decoratore attivo a Milano soprattutto al Teatro alla Scala, al Teatro Carcano e alla Canobbiana (l'attuale Teatro Lirico di Milano Giorgio Gaber).
Aveva un fratello coetaneo, Alessandro Junior Sanquirico (Milano, 1847 - Milano, 30 gennaio 1926), che visse molto tempo all'estero dedicandosi prevalentemente al restauro. Sono noti anche un altro fratello di nome Giuseppe ed una sorella, citata nel necrologio, di cui non è noto il nome. 
Partecipò alle campagne contro il brigantaggio, ottenendo il grado di sergente.
Assolti gli obblighi militari, dopo aver esercitato fino a vent'anni il mestiere di doratore, si formò all'Accademia di Brera di Milano, come allievo di Giuseppe Bertini e Raffaele Casnedi e distinguendosi in particolare negli studi architettonici.
Il suo debutto avvenne all'Esposizione Nazionale di Brera del 1874 con l'opera L'abbandonata. Si specializzò inizialmente verso un repertorio di genere comprendente ritratti femminili, nature morte, paesaggi e interpretazioni di scene storiche in chiave verista.
Nel 1876 espose le opere I colombi amorosi e I colori della fanciullezza. Seguì l’inclinazione romantica per gli episodi della vita di uomini illustri, realizzando opere come Tommaso Campanella in carcere, esposta a Milano nel 1880 e conservata alla Pinacoteca di Brera.
Sempre in quell’anno fu invitato all’Esposizione Nazionale delle Belle Arti di Torino, dove rappresentò l’opera In tempo di pace. Nel 1881, ancora a Milano, espose altri due quadri: Alla frutta e Panfilo Castaldi alla Corte degli Sforza, quest'ultimo acquistato dalla Città di Feltre. 
Sempre nel 1881 presentò le opere Una scoperta e Da Monza a Sesto e una serie di studi all’esposizione organizzata della Società di Incoraggiamento delle Belle Arti di Firenze.
Nel 1882 a Milano espose tre quadri, Confidenza, Verrà e Il pulcino nero, che come riferisce Angelo De Gubernatis nel Dizionario degli artisti italiani viventi, pittori, scultori e architetti (edito a Firenze nel 1889) "destarono subito la simpatia del pubblico". Nello stesso anno realizzò anche La modella di Cleomene.
Il pulcino nero venne esposto anche nel 1883, all'Esposizione di Roma, insieme ad un altro dipinto raffigurante Giordano Bruno, con la seguente iscrizione: Maiori forsan cum timore sententiam in me fertis quam ego accipiam (forse tu pronunci questa frase contro di me con maggiore paura rispetto a me che la riceverò).

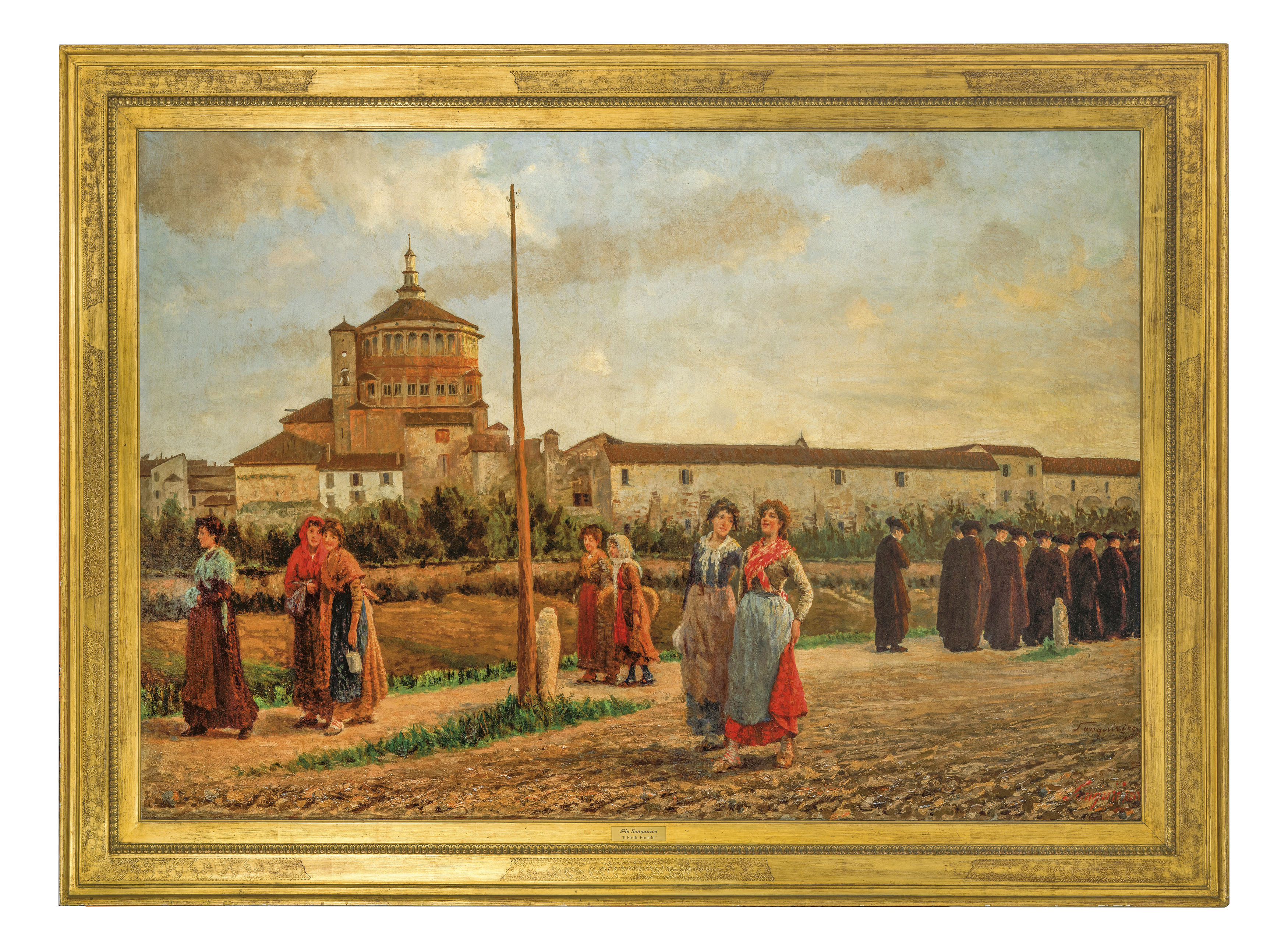
Il frutto proibito, 1887

Il suo capolavoro è considerato Il frutto proibito, esposto originariamente all'Esposizione artistica nazionale di Venezia nel 1887. Un gruppo di fanciulle sfila per la strada, pare di sentire le loro voci allegre e le loro risate mentre dall'altro lato procedono in fila indiana alcuni preti che, attirati dal vociare, non possono fare a meno di voltarsi, quasi in maniera furtiva, a guardare quello che per loro non è altro che il frutto proibito.
Nella copertina del numero del 30 aprile 1893 della rivista "Vita Moderna" compare il suo dipinto L'alba del Primo Maggio, presentato anche all'Esposizione artistica triennale di Milano del 1894: Pompeo Bettini così la commenta sulla rivista "Critica sociale": "Il Sanquirico espone una tela ove il pensiero è latente. [...] Si può rimproverare al Sanquirico di non usare una suggestione personale sull'animo dello spettatore, ma è certo ch'egli trasfuse un sentimento nella figura e nel paesaggio".
Nel 1883, su proposta del Ministro dell'Istruzione Pubblica, viene nominato Cavaliere dell'Ordine della Corona d'Italia. 
Membro del circolo culturale milanese "La Famiglia Artistica" e attivo come maestro sia presso l'Accademia di Brera che con un proprio studio milanese in via San Vittore 45, è noto per aver avuto tra i suoi allievi Giuseppe Pellizza da Volpedo, al quale trasferirà le basi della pittura verista, storica e ritrattista ma soprattutto l'approccio alle tematiche della pittura sociale.
Morì a Milano alle ore 18 del 10 giugno 1900 a seguito di una lunga malattia. Le esequie avvennero il 12 giugno presso la Chiesa di San Vittore al Corpo e verosimilmente fu sepolto presso il Cimitero Maggiore di Milano, che era stato inaugurato cinque anni prima. 

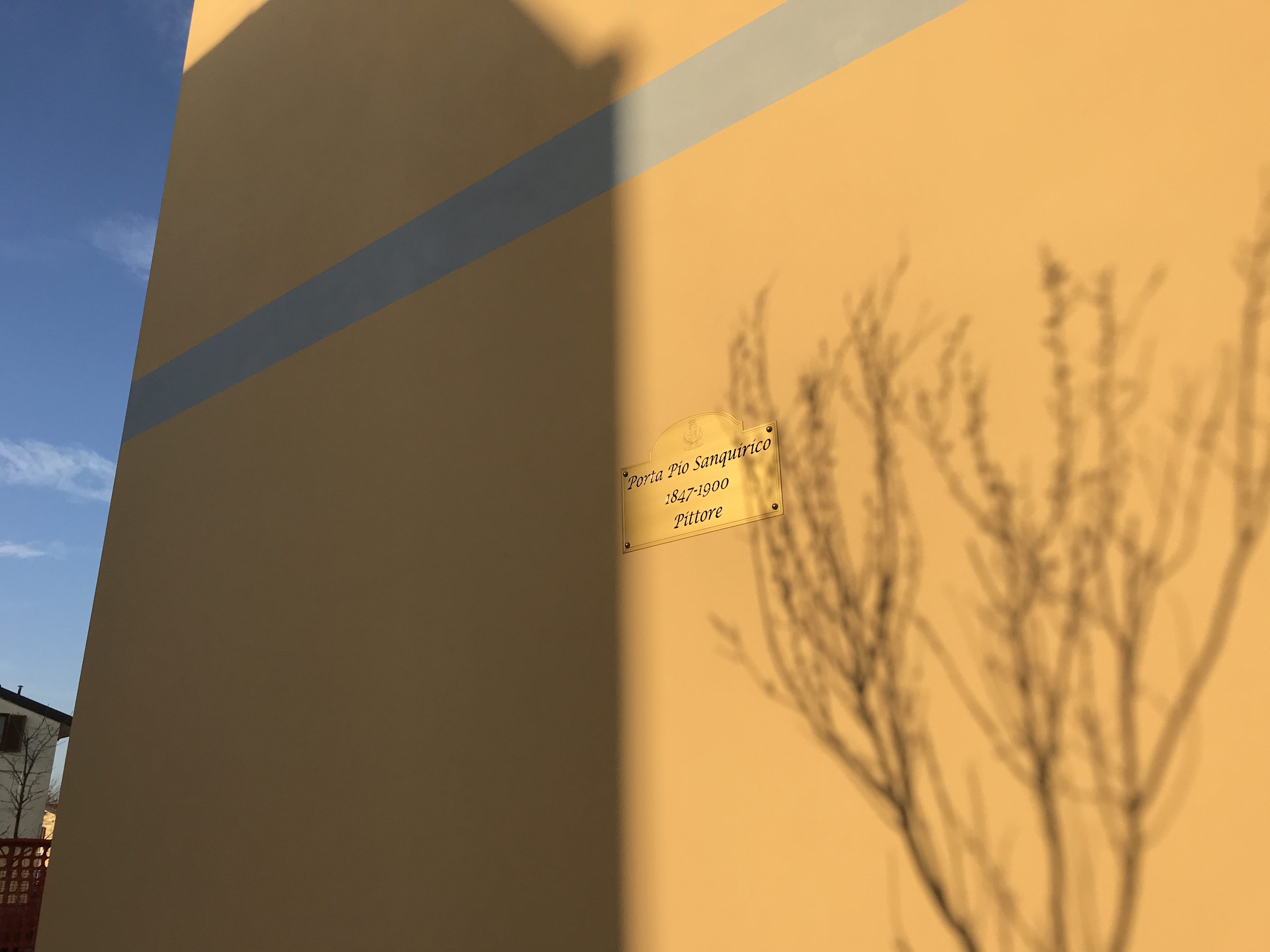
La targa posta nel 2018 in "Porta Pio Sanquirico" a Gudo Visconti (MI)

Dopo la morte, il fratello Alessandro Junior fece ritorno a Milano dall'estero, dipingendo gli stessi soggetti del fratello, benché assai inferiori nella fattura.
Nel 2018 il Comune di Gudo Visconti ha intitolato in suo nome il nuovo varco che unisce la Piazza Vittorio Veneto alla Chiesa dei SS. Quirico e Giulitta.

## Opere
Si presenta un elenco delle principali opere conosciute di Pio Sanquirico:
- L'abbandonata, 1874
- Bel ritratto di giovane donna in busto, 1875
- I colombi amorosi, 1876
- I colori della fanciullezza, 1876
- Tommaso Campanella in carcere, 1880, Pinacoteca di Brera
- In tempo di pace, 1880
- Ritratto femminile, 1880 circa, Galleria Giannoni, Novara
- Alla frutta, 1881
- Panfilo Castaldi alla Corte degli Sforza, 1881, Museo Civico di Feltre
- Una scoperta, 1881
- Da Monza a Sesto, 1881
- Confidenza, 1882
- Verrà, 1882
- Il pulcino nero, 1882
- Espiazione ed aspirazione, 1882
- Giordano Bruno trascinato al supplizio, 1883
- L'insorto, 1883
- Prigionieri alla macina, 1884, Pinacoteca Tosio Martinengo
- Il frutto proibito, 1887, Milano collezione privata
- Frutta, 1892
- Fiori in oblio, 1892, Galleria d’Arte Moderna di Milano
- L'alba del Primo Maggio, 1893